# 6798 Couperin
6798 Couperin eller 1993 JK1 är en asteroid i huvudbältet som upptäcktes den 14 maj 1993 av den belgiske astronomen Eric W. Elst vid La Silla-observatoriet. Den är uppkallad efter den franske kompositören Louis Couperin.
Den tillhör asteroidgruppen Koronis.